# Wereldkampioenschap waterski racing 1995
Het wereldkampioenschap waterski racing 1995 was een door de International Water Ski Federation (IWSF) georganiseerd kampioenschap voor waterskiërs. De 9e editie van het wereldkampioenschap vond plaats in het Belgische Viersel op 13 augustus 1995. Op dit kampioenschap werden de 'junioren'-categorieën geïntroduceerd.

## Uitslagen
| Goud   | Stefano Gregorio |
| Zilver | Carlo Cassa      |
| Brons  | Danny Van De Ven |

| Goud   | Leanne Brown    |
| Zilver | Tracey Graziano |
| Brons  | Debbie Nordblad |

1979 ·
1981 ·
1983 ·
1985 ·
1987 ·
1989 ·
1991 ·
1993 ·
1995 ·
1997 ·
1999 ·
2001 ·
2003 ·
2005 ·
2007 ·
2009 ·
2011 ·
2013 ·
2015 ·
2017 ·
2019